# Partypoker Live

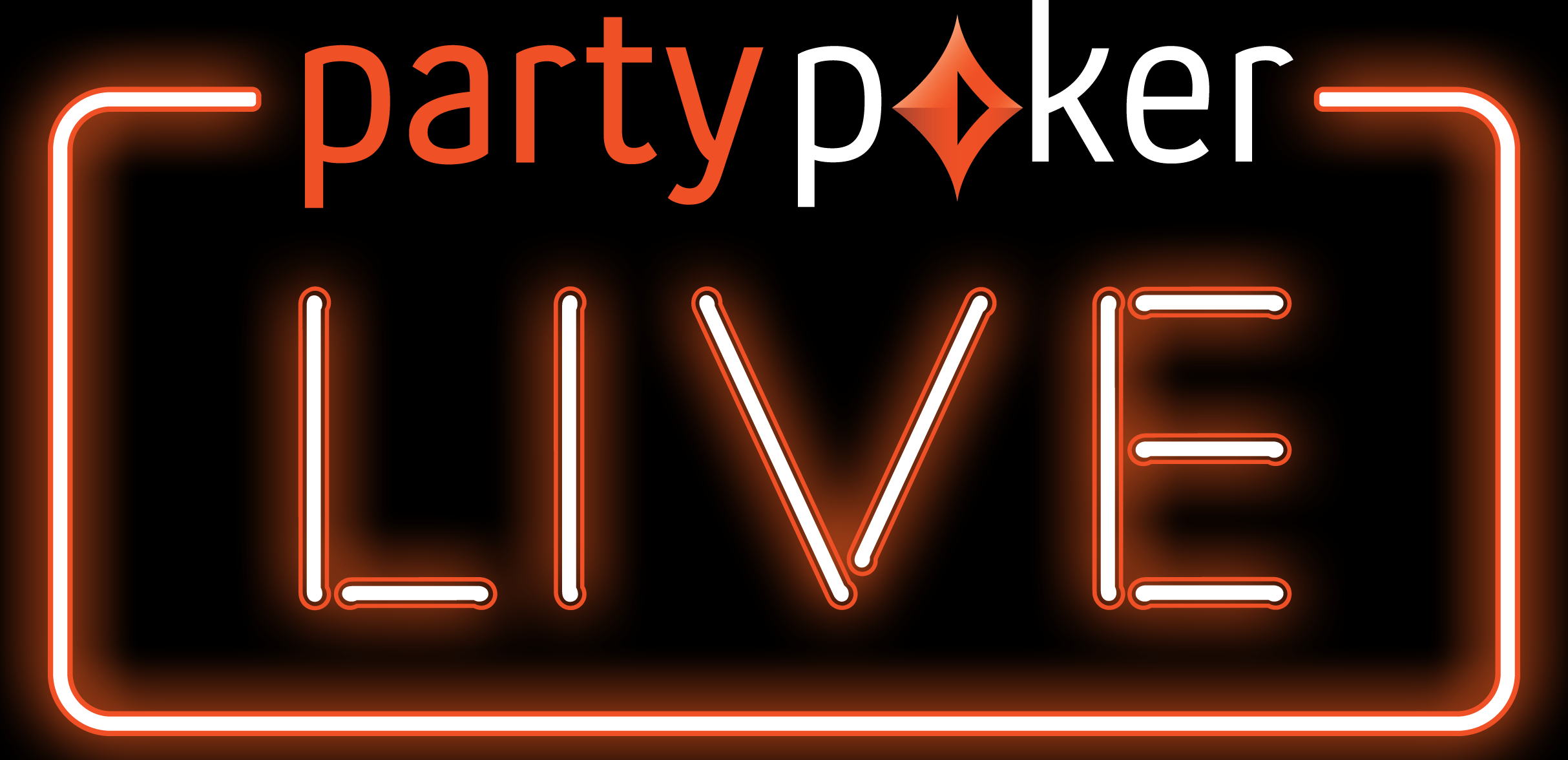
Logo von partypoker Live

partypoker Live (Eigenschreibweise: partypoker LIVE) ist eine live ausgespielte Pokerturnierserie, die vom Onlinepokerraum partypoker veranstaltet wird. Sie wird seit Februar 2017 ausgetragen und steht in direkter Konkurrenz zu den von PokerStars ausgespielten Turnierserien, vor allem der European Poker Tour.

## Geschichte
Die Turnierserie wurde erstmals im Februar 2017 ausgespielt. Im Februar 2018 wurde die partypoker Millions North America bei den American Poker Awards in Los Angeles als Event of the Year 2017 ausgezeichnet. Ab März 2020 pausierten die Live-Turniere rund anderthalb Jahre aufgrund der COVID-19-Pandemie, stattdessen gab es in Kooperation mit der World Poker Tour große Turnierserien auf partypoker.

## Eventübersicht

### Main Events

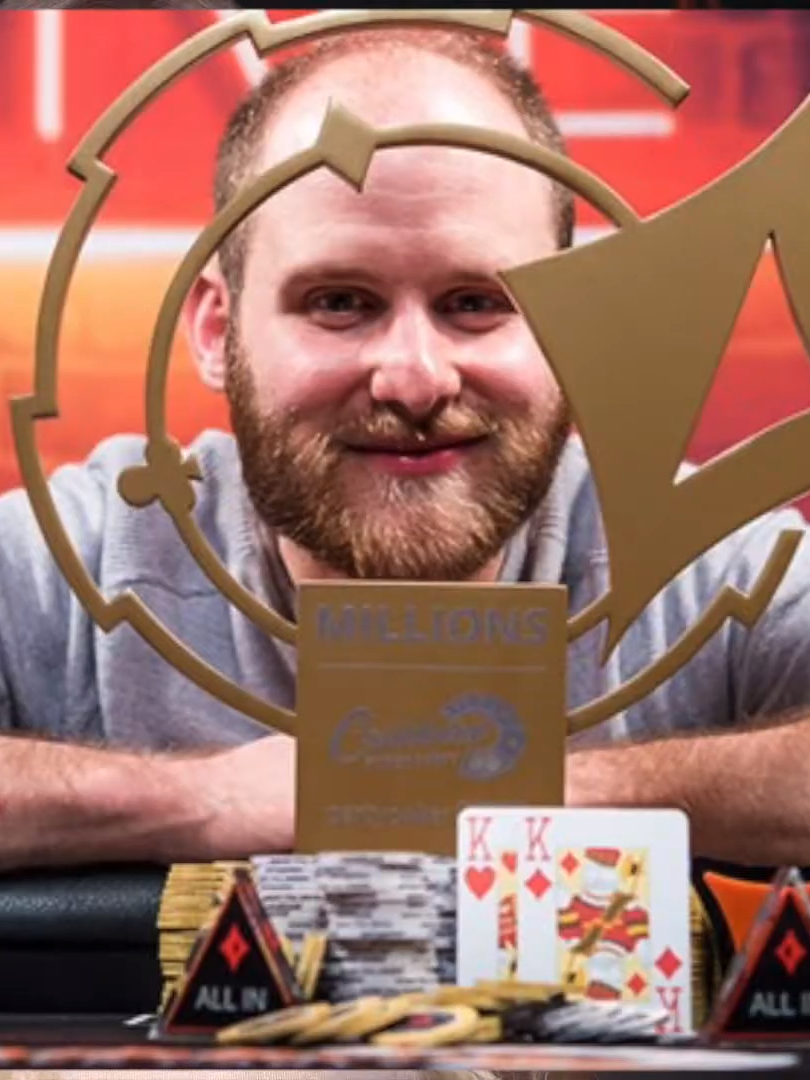
Sam Greenwood nach seinem Sieg beim Main Event der partypoker Caribbean Poker Party (2017)

Die nachfolgende Tabelle listet alle live ausgespielten Main Events sowie deren Gewinner auf. Zum besseren Vergleich ist die Siegprämie immer in US-Dollar umgerechnet.
| Beginn        | Stadt          | Bezeichnung                                                        | Buy-in        | Teilnehmer | Sieger                  | Herkunft               | Preisgeld (in $) | Quelle |
| ------------- | -------------- | ------------------------------------------------------------------ | ------------- | ---------- | ----------------------- | ---------------------- | ---------------- | ------ |
| 23. Feb. 2017 | Cork           | partypoker Grand Prix Cork                                         | 00.300 €      | 0426       | Niall McAree            | Irland                 | 0.026.331        |        |
| 23. März 2017 | Sotschi        | partypoker Million                                                 | 01.100 $      | 1170       | Dmitry Chop             | Ukraine                | 0.225.000        |        |
| 6. Apr. 2017  | Wien           | partypoker Grand Prix & Millions Vienna                            | 00.225 €      | 2594       | Andrej Desset           | Slowakei               | 0.098.731        |        |
| 18. Apr. 2017 | Nottingham     | partypoker Millions                                                | 05.300 £      | 1204       | Maria Lamprópulos       | Argentinien            | 1.255.004        |        |
| 23. Apr. 2017 | Rozvadov       | partypoker Grand Prix Germany                                      | 00.225 €      | 2889       | Andrej Desset           | Slowakei               | 0.107.215        |        |
| 28. Apr. 2017 | Dublin         | partypoker Grand Prix Dublin                                       | 00.340 €      | 0549       | Joseph Macari           | Irland                 | 0.034.757        |        |
| 5. Mai 2017   | Kahnawake      | Playground Poker Spring Classic – partypoker Million North America | 0C5.300 C$    | 1168       | Jean-Pascal Savard      | Kanada                 | 0.696.169        |        |
| 2. Juni 2017  | Rozvadov       | partypoker Million Germany                                         | 01.100 €      | 0820       | Michal Mrakeš           | Tschechien             | 0.224.572        |        |
| 17. Juni 2017 | Nottingham     | partypoker Grand Prix UK                                           | 00.220 £      | 4439       | Robertas Gordonas       | Vereinigtes Konigreich | 0.191.588        |        |
| 10. Aug. 2017 | Rozvadov       | partypoker German Poker Championships                              | 02.200 €      | 0544       | Arseni Karmatski        | Russland               | 0.217.238        |        |
| 13. Aug. 2017 | Kahnawake      | World Cup of Cards                                                 | 00.C220 C$    | 2958       | Raphael Duval           | Kanada                 | 0.157.337        |        |
| 7. Sep. 2017  | Killarney      | partypoker Grand Prix Killarney                                    | 00.340 €      | 0906       | Thomas Gallagher        | Irland                 | 0.039.739        |        |
| 9. Sep. 2017  | Sotschi        | partypoker Millions Russia                                         | 05.300 $      | 0999       | Alexander Gofman        | Russland               | 1.000.000        |        |
| 29. Sep. 2017 | Wien           | partypoker Grand Prix Austria                                      | 00.115 €      | 5230       | Vladimír Burstein       | Tschechien             | 0.055.911        |        |
| 20. Nov. 2017 | Punta Cana     | partypoker Caribbean Poker Party                                   | 05.300 $      | 1061       | Sam Greenwood           | Kanada                 | 1.000.000        |        |
| 7. Dez. 2017  | Cork           | partypoker Grand Prix Cork II                                      | 00.120 €      | 0736       | John Power              | Vereinigtes Konigreich | 0.014.175        |        |
| 9. Dez. 2017  | Prag           | Eurasian Poker Tour                                                | 01.100 €      | 0825       | Jerome Sgorrano         | Belgien                | 0.148.729        |        |
| 14. Dez. 2017 | Prag           | partypoker Nordic Poker Championships                              | 02.200 €      | 0396       | Jon Kyte                | Norwegen               | 0.282.363        |        |
| 4. Jan. 2018  | Dublin         | partypoker Grand Prix Dublin                                       | 00.100 €      | 1721       | Sean Tyre               | Vereinigtes Konigreich | 0.036.092        |        |
| 5. Jan. 2018  | Sotschi        | Sochi Poker Festival                                               | 30.000 ₽      | 0308       | Ruslan Radschajew       | Russland               | 0.014.950        |        |
| 4. Feb. 2018  | Sotschi        | Eurasian Poker Tour                                                | 66.000 ₽      | 0928       | Andrei Litwinow         | Russland               | 0.146.538        |        |
| 14. Feb. 2018 | Rozvadov       | partypoker Millions Germany                                        | 05.300 €      | 0927       | Viktor Blom             | Schweden               | 1.048.153        |        |
| 21. Feb. 2018 | Nottingham     | UK Poker Championships                                             | 01.100 £      | 1076       | Christopher Brice       | Vereinigtes Konigreich | 0.262.204        |        |
| 28. Feb. 2018 | Punta del Este | partypoker Latin American Poker Championship                       | 01.100 $      | 1137       | Amauri Grutka           | Brasilien              | 0.200.000        |        |
| 7. März 2018  | Dublin         | Grand Prix Ireland                                                 | 00.220 €      | 1071       | Laurence O’Kane         | Irland                 | 0.053.899        |        |
| 9. März 2018  | Wien           | partypoker Grand Prix Austria                                      | 00.225 €      | 2488       | Marko Milanović         | Kroatien               | 0.081.585        |        |
| 14. März 2018 | Dublin         | Irish Poker Open                                                   | 01.275 €      | 1340       | Ryan Mandara            | Vereinigtes Konigreich | 0.259.522        |        |
| 11. Apr. 2018 | Barcelona      | partypoker Millions Grand Final                                    | 10.300 €      | 1175       | Pascal Lefrançois       | Kanada                 | 2.097.212        |        |
| 24. Apr. 2018 | Kahnawake      | partypoker Millions North America                                  | 0C5.300 C$    | 1954       | Taylor Black            | Vereinigte Staaten     | 1.093.425        |        |
| 26. Apr. 2018 | Sotschi        | Sochi Poker Festival – Spring Edition                              | 33.000 ₽      | 0294       | Daschgin Alijew         | Russland               | 0.027.755        |        |
| 26. Apr. 2018 | Rozvadov       | partypoker Grand Prix                                              | 00.220 €      | 4591       | Alfred Holzer           | Osterreich             | 0.096.449        |        |
| 4. Mai 2018   | Dublin         | The Fitzwilliam Poker Masters                                      | 00.375 €      | 0220       | Padraic Parkinson       | Irland                 | 0.015.576        |        |
| 11. Mai 2018  | Wien           | Concord Masters                                                    | 00.270 €      | 2143       | Erös Rajmund            | Ungarn                 | 0.082.038        |        |
| 24. Mai 2018  | Dublin         | partypoker Grand Prix Mini Dublin                                  | 00.120 €      | 1184       | Luis Schneider          | Irland                 | 0.028.196        |        |
| 8. Juni 2018  | Galway         | partypoker Grand Prix Mini Galway                                  | 00.120 €      | 0592       | Sean Connolly           | Irland                 | 0.018.030        |        |
| 17. Juni 2018 | Rozvadov       | partypoker Grand Prix Germany                                      | 00.220 €      | 3297       | Michal Čep              | Tschechien             | 0.100.033        |        |
| 24. Juni 2018 | Minsk          | Eurasian Poker Tour                                                | 01.100 $      | 0221       | Alexander Dawydow       | Russland               | 0.053.025        |        |
| 28. Juni 2018 | Rozvadov       | partypoker Grand Prix Million                                      | 00.550 €      | 2242       | Niklas Ehrenholz        | Deutschland            | 0.215.759        |        |
| 9. Juli 2018  | Sotschi        | Sochi Poker Festival – Summer Edition                              | 33.000 ₽      | 0267       | Daniil Kisselew         | Russland               | 0.019.449        |        |
| 7. Aug. 2018  | Sotschi        | partypoker Millions Russia                                         | 0.318.000 ₽HK | 0692       | Anatoli Filatow         | Russland               | 0.944.231        |        |
| 9. Aug. 2018  | Rozvadov       | partypoker Grand Prix Germany                                      | 00.220 €      | 3420       | Ondřej Lón              | Tschechien             | 0.098.289        |        |
| 1. Okt. 2018  | Nottingham     | partypoker Millions Dusk Till Dawn                                 | 05.300 £      | 1015       | Ioannis Angelou-Konstas | Griechenland           | 1.237.557        |        |
| 29. Okt. 2018 | Kahnawake      | partypoker WPT Montreal                                            | 0C5.300 C$    | 0792       | Patrick Serda           | Kanada                 | 0.652.801        |        |
| 9. Nov. 2018  | Nassau         | partypoker Caribbean Poker Party (Millions World)                  | 25.500 $      | 0394       | Roger Teska             | Vereinigte Staaten     | 2.000.000        |        |
| 10. Nov. 2018 | Nassau         | partypoker Caribbean Poker Party (Main Event)                      | 05.300 $      | 1815       | Filipe Oliveira         | Portugal               | 1.500.000        |        |
| 26. Nov. 2018 | Sotschi        | Sochi Poker Festival – Autumn Edition                              | 33.000 ₽      | 0267       | Artur Sahakjan          | Armenien               | 0.036.251        |        |
| 13. Dez. 2018 | Rozvadov       | partypoker Grand Prix Gala                                         | 00.220 €      | 3538       | unbekannt               | Deutschland            | 0.058.084        |        |
| 14. Dez. 2018 | Nottingham     | partypoker Live Series                                             | 00.200 £      | 0636       | David Barlow            | Vereinigtes Konigreich | 0.045.000        |        |
| 3. Jan. 2019  | Dublin         | partypoker Live Grand Prix Dublin                                  | 00.120 €      | 2159       | Bryan Nicholson         | Irland                 | 0.045.501        |        |
| 10. Jan. 2019 | Rozvadov       | partypoker Grand Prix Germany                                      | 00.220 €      | 2818       | Yi He                   | Osterreich             | 0.061.847        |        |
| 23. Jan. 2019 | Kahnawake      | World Cup of Cards                                                 | 00.C220 C$    | 3373       | Samuel Miranda          | Kanada                 | 0.090.029        |        |
| 14. Feb. 2019 | Rozvadov       | partypoker Grand Prix King’s                                       | 00.220 €      | 3524       | unbekannt               | Deutschland            | 0.101.931        |        |
| 17. Feb. 2019 | Rozvadov       | partypoker Grand Prix Million                                      | 00.550 €      | 2284       | Nicolae Modrea          | Rumänien               | 0.138.124        |        |
| 20. Feb. 2019 | Punta del Este | partypoker Grand Prix Uruguay                                      | 00.550 $      | 0522       | Daniel Burcatovsky      | Uruguay                | 0.046.465        |        |
| 7. März 2019  | Dublin         | partypoker Live Grand Prix Dublin                                  | 00.120 €      | 1235       | Ross Flynn              | Irland                 | 0.020.350        |        |
| 19. März 2019 | Rio de Janeiro | partypoker Millions South America                                  | 10.300 $      | 0439       | Marty Mathis            | Vereinigte Staaten     | 0.873.700        |        |
| 5. Apr. 2019  | Rozvadov       | The Big Wrap PLO                                                   | 02.350 €      | 0412       | Lautaro Guerra          | Spanien                | 0.234.837        |        |
| 25. Apr. 2019 | Sotschi        | Sochi Poker Festival – Spring Edition                              | 38.500 ₽      | 0262       | Ilja Malzew             | Russland               | 0.036.569        |        |
| 9. Mai 2019   | Rozvadov       | partypoker Grand Prix Germany                                      | 00.220 €      | 2275       | Jiří Horáček            | Tschechien             | 0.060.631        |        |
| 21. Mai 2019  | Kahnawake      | partypoker Millions North America                                  | C10.300 C$    | 0521       | François Billard        | Kanada                 | 0.745.323        |        |
| 16. Juni 2019 | Rozvadov       | partypoker Grand Prix Million King’s                               | 00.550 €      | 1564       | Alireza Rabiei          | Iran                   | 0.142.014        |        |
| 23. Juni 2019 | Rozvadov       | partypoker Grand Prix Germany                                      | 00.220 €      | 1662       | Martin Václavík         | Slowakei               | 0.094.238        |        |
| 28. Juni 2019 | Paradise       | partypoker Millions Vegas @ Aria                                   | 10.300 $      | 0536       | Tom Marchese            | Vereinigte Staaten     | 1.000.000        |        |
| 5. Juli 2019  | Nottingham     | partypoker Grand Prix UK                                           | 00.220 £      | 2035       | Benjamin Sweetman       | Vereinigtes Konigreich | 0.112.919        |        |
| 14. Aug. 2019 | Rozvadov       | partypoker Millions Europe                                         | 10.300 €      | 0504       | Lukáš Záškodný          | Tschechien             | 1.014.852        |        |
| 15. Aug. 2019 | Dublin         | partypoker Grand Prix Dublin                                       | 00.120 €      | 1612       | Martin Olali            | Vereinigtes Konigreich | 0.031.834        |        |
| 11. Sep. 2019 | Sotschi        | Sochi Poker Festival – Autumn Edition                              | 38.500 ₽      | 0294       | Pawel Werschinin        | Russland               | 0.029.702        |        |
| 24. Okt. 2019 | Barcelona      | partypoker Grand Prix Barcelona                                    | 00.220 €      | 1621       | Andrea Roner            | Schweiz                | 0.049.361        |        |
| 19. Nov. 2019 | Nassau         | partypoker Millions World Bahamas                                  | 10.300 $      | 0948       | Adrián Mateos           | Spanien                | 1.162.805        |        |
| 8. Dez. 2019  | Kahnawake      | Playground 9 Year Anniversary                                      | 00.C220 C$    | 2696       | Alexandre Raymond       | Kanada                 | 0.060.380        |        |
| 16. Dez. 2019 | Sotschi        | Grand Prix Russia                                                  | 15.400 ₽      | 1502       | Anatoli Korotschenski   | Russland               | 0.046.714        |        |
| 24. Dez. 2019 | Sotschi        | Sochi Poker Festival                                               | 38.500 ₽      | 0682       | Sjarhej Tschudapal      | Belarus                | 0.066.542        |        |
| 2. Jan. 2020  | Dublin         | partypoker Grand Prix Dublin                                       | 00.150 €      | 1730       | John Behan              | Irland                 | 0.036.939        |        |
| 6. Jan. 2020  | Rozvadov       | partypoker Grand Prix Germany                                      | 00.220 €      | 2909       | Yossi Dayan             | Israel                 | 0.112.482        |        |
| 8. Jan. 2020  | Nottingham     | partypoker Millions UK                                             | 10.300 $      | 0530       | Anton Suarez            | Schweden               | 1.000.000        |        |
| 22. Jan. 2020 | Kahnawake      | World Cup of Cards                                                 | 00.C220 C$    | 2990       | Alexandre Fournier      | Kanada                 | 0.054.193        |        |
| 5. Feb. 2020  | Rozvadov       | Spanish Poker Festival                                             | 00.250 €      | 1718       | Alexey Mishuk           | Israel                 | 0.076.380        |        |
| 11. Feb. 2020 | Punta del Este | partypoker Millions South America                                  | 10.300 $      | 0456       | Pablo Silva             | Brasilien              | 1.000.000        |        |
| 18. Feb. 2020 | Rozvadov       | World Poker Tour – WPT Germany                                     | 03.300 €      | 0510       | Christopher Pütz        | Deutschland            | 0.292.639        |        |
| 21. Feb. 2020 | Sotschi        | Sochi Poker Festival                                               | 53.900 ₽      | 0239       | Roman Romanow           | Russland               | 0.042.547        |        |
| 27. Feb. 2020 | Paris          | WPTDeepStacks                                                      | 01.500 €      | 0853       | Sonny Franco            | Frankreich             | 0.221.209        |        |
| 11. März 2020 | Nottingham     | partypoker Grand Prix UK                                           | 00.060 £      | 2712       | Fabian Donovan          | Vereinigtes Konigreich | 0.027.951        |        |
| 13. März 2020 | Sotschi        | partypoker Millions Super High Roller                              | 0.250.000 $HK | 0040       | Timothy Adams           | Kanada                 | 3.600.000        |        |
| 9. Aug. 2021  | Sotschi        | WPTDeepStacks Sochi                                                | 0.119.000 ₽HK | 0413       | Maxim Skripkin          | Russland               | 0.114.594        |        |
| 22. Sep. 2021 | Kyrenia        | partypoker Millions North Cyprus                                   | 05.300 $      | 0839       | Giorgiy Skhuluhiya      | Georgien               | 0.683.285        |        |
| 9. Nov. 2021  | Sotschi        | Eurasian Poker Tour                                                | 77.000 ₽      | 0598       | Artur Martirossjan      | Russland               | 0.100.736        |        |
| 20. Jan. 2022 | Nottingham     | partypoker Grand Prix UK                                           | 00.150 £      | 0152       | Benjamin Wittams-Smith  | Vereinigtes Konigreich | 0.032.697        |        |
| 31. März 2022 | San Ġiljan     | partypoker Championship Malta                                      | 00.550 €      | 0848       | Oliver Hutchins         | Vereinigtes Konigreich | 0.082.258        |        |
| 28. Apr. 2022 | Nottingham     | partypoker Championship UK                                         | 00.560 £      | 1044       | Wahid Ashraf            | Vereinigtes Konigreich | 0.083.257        |        |
| 19. Mai 2022  | Nottingham     | partypoker Grand Prix UK                                           | 00.150 £      | 1156       | Andrew Balfe            | Frankreich             | 0.027.305        |        |
| 8. Juni 2022  | Barcelona      | partypoker Millions Europe                                         | 03.300 €      | 0450       | Steve O’Dwyer           | Vereinigte Staaten     | 0.267.772        |        |
| 14. Juli 2022 | Nottingham     | partypoker Grand Prix UK                                           | 00.120 £      | 1507       | Beihao Wang             | China Volksrepublik    | 0.029.588        |        |
| 9. Aug. 2022  | Rozvadov       | partypoker Millions Europe                                         | 00.330 €      | 1826       | Arian Kashi             | Danemark               | 0.102.145        |        |
| 8. Sep. 2022  | Nottingham     | partypoker Grand Prix UK                                           | 00.120 £      | 1507       | Richard King            | Vereinigtes Konigreich | 0.010.436        |        |
| 19. Juli 2023 | Bratislava     | partypoker Grand Prix Bratislava Poker Festival                    | 00.550 €      | 1113       | Alexandros Dimogiorgis  | Griechenland           | 0.114.379        |        |
| 2. Sep. 2023  | Larnaka        | partypoker Live Millions GrandPrix                                 | 00.550 €      |            |                         |                        |                  |        |
| 28. Sep. 2023 | San Ġiljan     | partypoker Millions Malta                                          | 03.000 €      |            |                         |                        |                  |        |
| 1. Nov. 2023  | Dublin         | partypoker Millions Irish Poker Festival                           | 03.000 €      |            |                         |                        |                  |        |

### High Roller

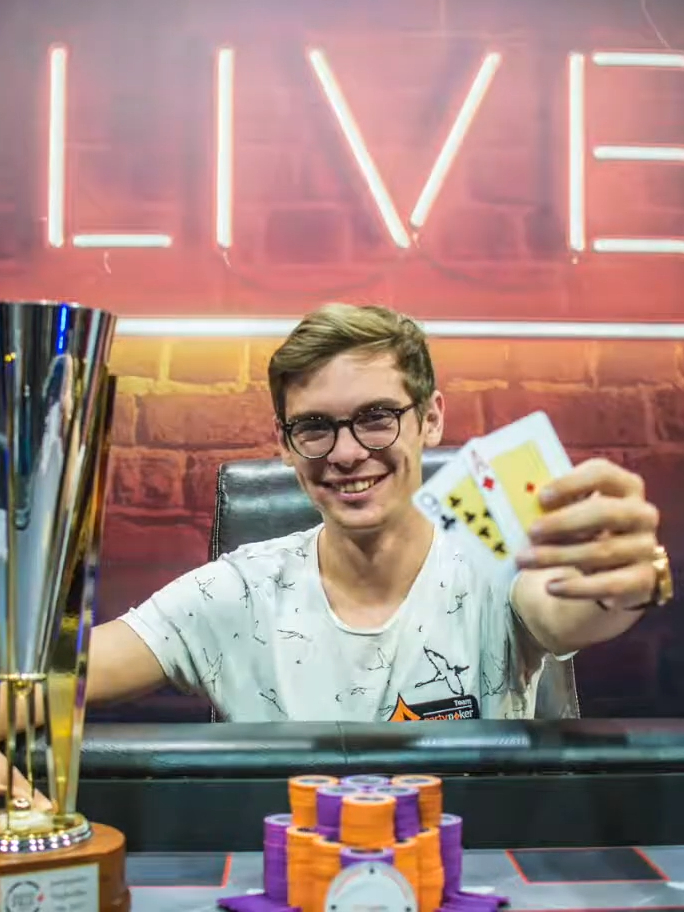
Fedor Holz nach seinem Sieg beim Turbo High Roller des partypoker Grand Prix Austria (2017)

Die nachfolgende Tabelle listet alle live ausgespielten High Roller sowie deren Gewinner auf. Zum besseren Vergleich ist die Siegprämie immer in US-Dollar umgerechnet.
| Beginn        | Stadt          | Buy-in       | Teilnehmer | Sieger               | Herkunft               | Preisgeld (in $) | Quelle    |
| ------------- | -------------- | ------------ | ---------- | -------------------- | ---------------------- | ---------------- | --------- |
| 18. März 2017 | Sotschi        | 0.003.300 $  | 053        | Andrei Kotelnikow    | Russland               | 045.815          |           |
| 17. Apr. 2017 | Nottingham     | 0.010.300 £  | 110        | Vojtěch Růžička      | Tschechien             | 355.859          |           |
| 26. Apr. 2017 | Rozvadov       | 0.000.550 €  | 052        | Robert Kalb          | Deutschland            | 007.843          |           |
| 4. Mai 2017   | Kahnawake      | 0.010.300 C$ | 053        | Mike McDonald        | Kanada                 | 145.789          |           |
| 1. Juni 2017  | Rozvadov       | 0.002.200 €  | 065        | Anatoli Filatow      | Russland               | 067.202          |           |
| 9. Aug. 2017  | Rozvadov       | 0.005.300 €  | 077        | Anatoli Filatow      | Russland               | 075.575          |           |
| 6. Sep. 2017  | Kahnawake      | 0.010.300 C$ | 039        | Jeff Cormier         | Kanada                 | 129.173          |           |
| 8. Sep. 2017  | Sotschi        | 0.010.300 $  | 106        | David Laka Calzada   | Spanien                | 250.000          |           |
| 10. Sep. 2017 | Killarney      | 0.001.100 €  | 109        | David Crilly         | Vereinigtes Konigreich | 033.700          |           |
| 6. Okt. 2017  | Wien           | 0.002.200 €  | 050        | Fedor Holz           | Deutschland            | 039.900          |           |
| 17. Nov. 2017 | Punta Cana     | 0.010.300 $  | 103        | Preben Stokkan       | Norwegen               | 275.000          |           |
| 13. Dez. 2017 | Prag           | 0.005.300 €  | 109        | Andrey Novak         | Ukraine                | 164.605          |           |
| 6. Jan. 2018  | Sotschi        | 0.066.000 ₽  | 058        | Dmitri Gnussajew     | Russland               | 010.676          |           |
| 4. Feb. 2018  | Sotschi        | 0.150.000 ₽  | 091        | Grair Nasarjan       | Russland               | 056.948          |           |
| 16. Feb. 2018 | Rozvadov       | 0.010.300 €  | 120        | Dominik Nitsche      | Deutschland            | 374.392          |           |
| 23. Feb. 2018 | Nottingham     | 0.002.200 £  | 116        | Jake Cody            | Vereinigtes Konigreich | 059.393          |           |
| 2. März 2018  | Punta del Este | 0.002.200 $  | 167        | Osvaldo Naves        | Brasilien              | 080.000          |           |
| 13. März 2018 | Dublin         | 0.002.080 €  | 070        | Saša Ikač            | Kroatien               | 047.226          |           |
| 13. Apr. 2018 | Barcelona      | 0.010.300 €  | 194        | Fachredin Mustafow   | Bulgarien              | 493.632          |           |
| 21. Apr. 2018 | Kahnawake      | 0.010.300 C$ | 080        | David Eldridge       | Vereinigte Staaten     | 236.122          |           |
| 28. Juni 2018 | Minsk          | 0.002.000 $  | 038        | Garik Tamassjan      | Russland               | 017.800          |           |
| 10. Juli 2018 | Sotschi        | 0.066.000 ₽  | 074        | Pawel Gawrisch       | Russland               | 017.980          |           |
| 7. Aug. 2018  | Sotschi        | 3.000.000 ₽  | 047        | Aymon Hata           | Vereinigtes Konigreich | 755.384          |           |
| 11. Aug. 2018 | Sotschi        | 0.618.000 ₽  | 113        | Pawel Andryjanau     | Belarus                | 286.117          |           |
| 1. Okt. 2018  | Nottingham     | 0.025.500 £  | 051        | Steve O’Dwyer        | Vereinigte Staaten     | 592.448          |           |
| 5. Okt. 2018  | Nottingham     | 0.010.300 £  | 105        | Steve O’Dwyer        | Vereinigte Staaten     | 407.734          |           |
| 2. Nov. 2018  | Kahnawake      | 0.010.300 C$ | 097        | Ajay Chabra          | Vereinigte Staaten     | 205.948          |           |
| 15. Nov. 2018 | Nassau         | 0.010.300 $  | 196        | Roberto Romanello    | Vereinigtes Konigreich | 450.000          |           |
| 26. Nov. 2018 | Sotschi        | 0.066.000 ₽  | 143        | Rinat Jenkow         | Russland               | 020.368          |           |
| 13. Dez. 2018 | Nottingham     | 0.001.000 £  | 052        | Matthew Eardley      | Vereinigtes Konigreich | 017.585          |           |
| 4. Jan. 2019  | Dublin         | 0.000.560 €  | 093        | Aidan Hynes          | Irland                 | 016.494          |           |
| 19. Feb. 2019 | Punta del Este | 0.002.200 $  | unbekannt  | unbekannt            | unbekannt              | unbekannt        | unbekannt |
| 24. Feb. 2019 | Rozvadov       | 0.001.100 €  | 158        | Premyslaw Bidzinski  | Deutschland            | 031.045          |           |
| 8. März 2019  | Dublin         | 0.000.560 €  | 046        | Michael Mazilu       | Irland                 | 008.109          |           |
| 21. März 2019 | Rio de Janeiro | 0.010.300 $  | 097        | Guillaume Nolet      | Kanada                 | 300.000          |           |
| 25. Apr. 2019 | Sotschi        | 0.077.000 ₽  | 044        | Roman Tschekaschkin  | Russland               | 022.941          |           |
| 23. Mai 2019  | Kahnawake      | 0.010.300 C$ | 102        | Brian Yoon           | Vereinigte Staaten     | 223.740          |           |
| 16. Aug. 2019 | Rozvadov       | 0.010.300 €  | 101        | Ivan Gabrieli        | Italien                | 277.313          |           |
| 16. Nov. 2019 | Nassau         | 0.010.300 $  | 122        | Anatoli Filatow      | Russland               | 280.000          |           |
| 21. Nov. 2019 | Nassau         | 0.010.300 $  | 205        | Norbert Szécsi       | Ungarn                 | 400.000          |           |
| 23. Dez. 2019 | Sotschi        | 0.077.000 ₽  | 234        | Pawel Werschinin     | Russland               | 061.620          |           |
| 11. Jan. 2020 | Nottingham     | 0.010.300 $  | 095        | João Vieira          | Portugal               | 250.000          |           |
| 14. Feb. 2020 | Punta del Este | 0.010.300 $  | 084        | Farid Jattin         | Kolumbien              | 200.000          |           |
| 17. Feb. 2020 | Rozvadov       | 0.005.300 €  | 038        | Massimiliano Zanasi  | Italien                | 071.534          |           |
| 21. Feb. 2020 | Sotschi        | 0.115.500 ₽  | 026        | Anatoli Stolkowski   | Russland               | 031.398          |           |
| 8. Aug. 2021  | Sotschi        | 0.245.000 ₽  | 097        | Wjatscheslaw Balajew | Russland               | 075.042          |           |
| 19. Sep. 2021 | Kyrenia        | 0.010.500 $  | 157        | Mustafa Ercan        | Turkei                 | 377.115          |           |
| 10. Nov. 2021 | Sotschi        | 0.154.000 ₽  | 192        | Dmitri Macharow      | Russland               | 081.154          |           |
| 31. März 2022 | San Ġiljan     | 0.002.200 €  | 040        | Antonio Buonanno     | Italien                | 037.795          |           |
| 2. Mai 2022   | Nottingham     | 0.001.100 £  | 129        | Adam Hilton          | Vereinigtes Konigreich | 042.358          |           |
| 8. Juni 2022  | Barcelona      | 0.010.300 €  | 010        | Teun Mulder          | Niederlande            | 072.727          |           |
| 12. Juni 2022 | Barcelona      | 0.010.300 €  | unbekannt  | unbekannt            | unbekannt              | unbekannt        | unbekannt |
| 14. Aug. 2022 | Rozvadov       | 0.001.100 €  | 098        | Ondřej Drozd         | Tschechien             | 020.953          |           |
| 22. Juli 2023 | Bratislava     | 0.003.000 €  | 078        | Martijn Ardon        | Niederlande            | 057.790          |           |
| 26. Sep. 2023 | San Ġiljan     | 0.005.300 €  |            |                      |                        |                  |           |
| 4. Nov. 2023  | Dublin         | 0.002.500 €  |            |                      |                        |                  |           |

### Super High Roller

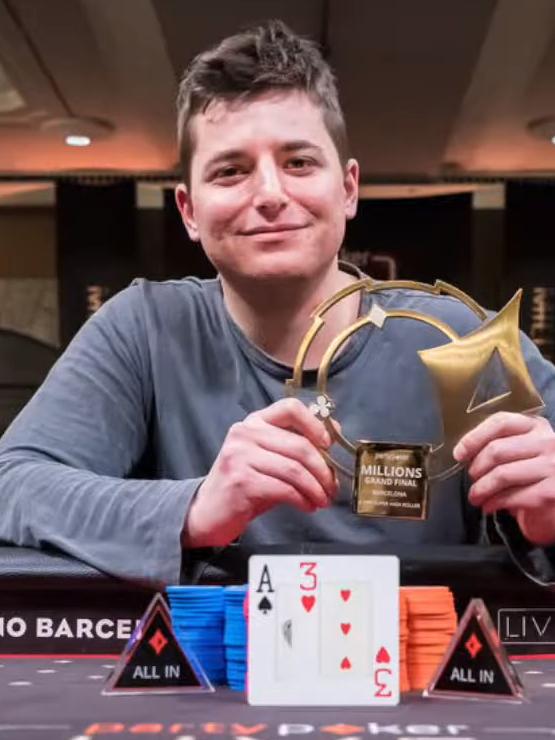
Jake Schindler nach seinem Sieg beim Super High Roller des partypoker Live Millions Grand Final (2018)

Die nachfolgende Tabelle listet alle live ausgespielten Super High Roller sowie deren Gewinner auf. Zum besseren Vergleich ist die Siegprämie immer in US-Dollar umgerechnet.
| Beginn        | Stadt          | Buy-in       | Teilnehmer | Sieger              | Herkunft               | Preisgeld (in $) | Quelle    |
| ------------- | -------------- | ------------ | ---------- | ------------------- | ---------------------- | ---------------- | --------- |
| 19. Apr. 2017 | Nottingham     | 0.025.000 £  | 014        | Pascal Lefrançois   | Kanada                 | 0.191.410        |           |
| 12. Aug. 2017 | Rozvadov       | 0.025.000 €  | 028        | Jack Sinclair       | Vereinigtes Konigreich | 0.294.735        |           |
| 19. Nov. 2017 | Punta Cana     | 0.025.500 $  | 043        | Chris Hunichen      | Vereinigte Staaten     | 0.400.000        |           |
| 11. Dez. 2017 | Prag           | 0.025.500 €  | 071        | Johannes Becker     | Deutschland            | 0.588.422        |           |
| 10. Feb. 2018 | Rozvadov       | 0.025.500 €  | 037        | Patrik Antonius     | Finnland               | 0.346.947        |           |
| 11. Feb. 2018 | Rozvadov       | 0.025.500 €  | 032        | Johannes Becker     | Deutschland            | 0.392.050        |           |
| 12. Feb. 2018 | Rozvadov       | 0.051.000 €  | 047        | Michael Zhang       | Vereinigtes Konigreich | 0.979.876        |           |
| 19. Feb. 2018 | Nottingham     | 0.005.300 £  | 040        | Steven Morris       | Vereinigtes Konigreich | 0.098.196        |           |
| 26. Feb. 2018 | Punta del Este | 0.005.300 $  | 034        | Fabrizio González   | Uruguay                | 0.079.000        |           |
| 7. Apr. 2018  | Barcelona      | 0.025.500 €  | 088        | Andreas Eiler       | Deutschland            | 0.857.980        |           |
| 8. Apr. 2018  | Barcelona      | 0.025.500 €  | 090        | Davidi Kitai        | Belgien                | 0.857.980        |           |
| 9. Apr. 2018  | Barcelona      | 0.051.000 €  | 057        | Sam Greenwood       | Kanada                 | 1.227.792        |           |
| 10. Apr. 2018 | Barcelona      | 0.101.000 €  | 048        | Jake Schindler      | Vereinigte Staaten     | 2.151.754        |           |
| 23. Apr. 2018 | Kahnawake      | 0.025.500 C$ | 047        | Christopher Kruk    | Kanada                 | 0.293.590        |           |
| 8. Aug. 2018  | Sotschi        | 6.000.000 ₽  | 029        | Ivan Leow           | Malaysia               | 1.133.555        |           |
| 12. Nov. 2018 | Nassau         | 0.050.000 $  | 054        | Giuseppe Iadisernia | Venezuela              | 0.845.000        |           |
| 13. Nov. 2018 | Nassau         | 0.250.000 $  | 034        | Steffen Sontheimer  | Deutschland            | 3.685.000        |           |
| 22. März 2019 | Rio de Janeiro | 0.025.000 $  | 041        | Jonathan Depa       | Vereinigte Staaten     | 0.400.000        |           |
| 20. Mai 2019  | Kahnawake      | 0.025.300 C$ | 008        | Andrew Pantling     | Kanada                 | 0.107.002        |           |
| 12. Aug. 2019 | Rozvadov       | 0.100.000 €  | 032        | Örpen Kısacıkoğlu   | Turkei                 | 1.015.180        |           |
| 13. Aug. 2019 | Rozvadov       | 0.025.500 €  | 042        | Michael Zhang       | Vereinigtes Konigreich | 0.392.205        |           |
| 16. Nov. 2019 | Nassau         | 0.250.000 $  | 051        | Daniel Dvoress      | Kanada                 | 4.080.000        |           |
| 18. Nov. 2019 | Nassau         | 0.025.500 $  | 125        | Adrián Mateos       | Spanien                | 0.520.464        |           |
| 23. Nov. 2019 | Nassau         | 0.025.000 $  | 052        | Wai Chan            | Malaysia               | 0.380.000        |           |
| 7. Jan. 2020  | Nottingham     | 0.025.500 $  | 037        | Kahle Burns         | Australien             | 0.350.000        |           |
| 10. Feb. 2020 | Punta del Este | 0.025.500 $  | 035        | James Romero        | Vereinigte Staaten     | 0.325.000        |           |
| 21. Sep. 2021 | Kyrenia        | 0.025.500 $  | 034        | Steve O’Dwyer       | Vereinigte Staaten     | 0.312.800        |           |
| 28. Apr. 2022 | Nottingham     | 0.002.700 £  | 046        | Jamie O’Connor      | Vereinigtes Konigreich | 0.052.552        |           |
| 11. Juni 2022 | Barcelona      | 0.025.500 €  | unbekannt  | unbekannt           | unbekannt              | unbekannt        | unbekannt |

## All Time Money List

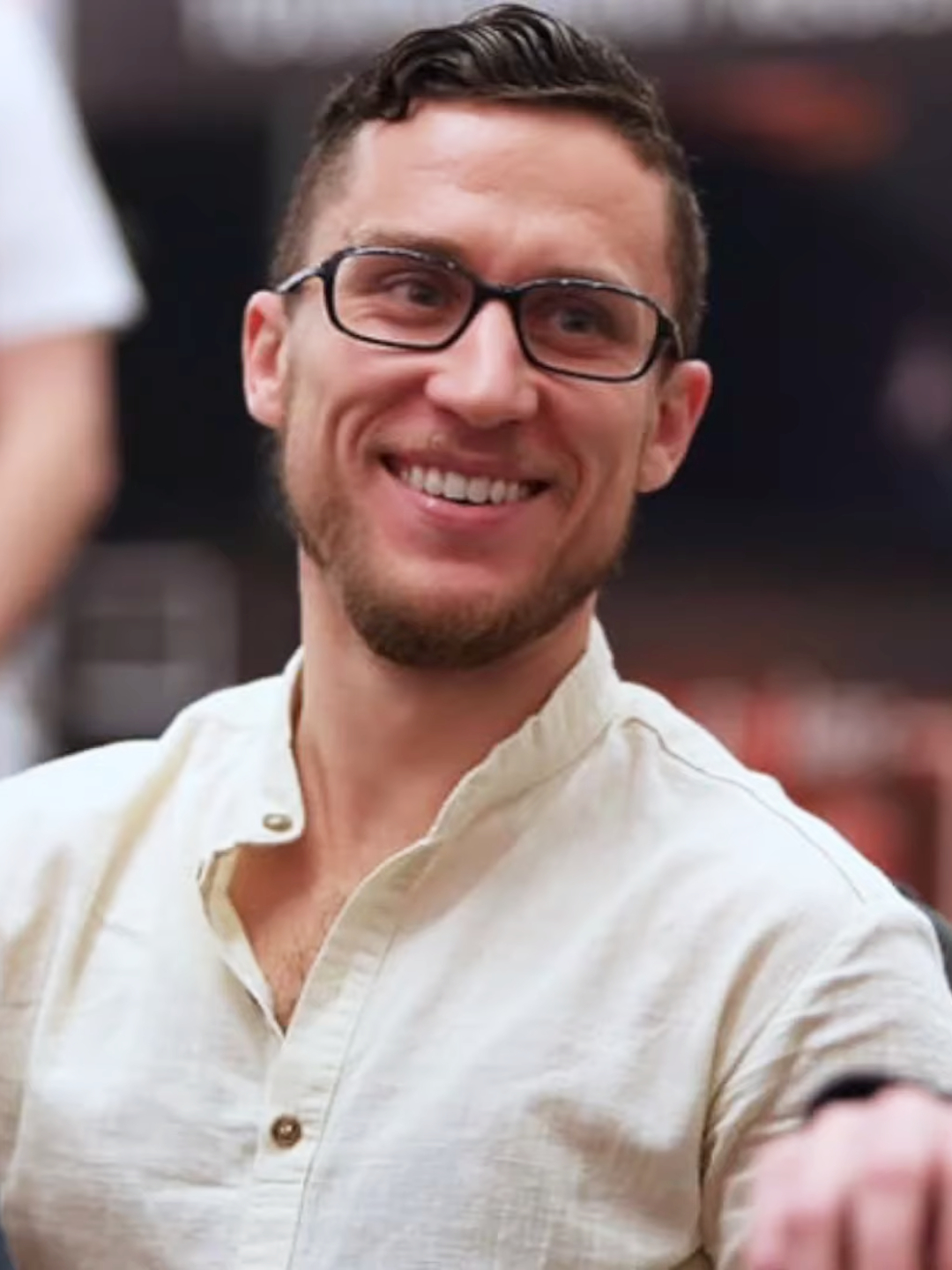
Daniel Dvoress

Die folgenden Spieler erspielten sich bei den Events das meiste Preisgeld:
| Platz                  | Spieler             | Herkunft               | Preisgeld (in $) |
| ---------------------- | ------------------- | ---------------------- | ---------------- |
| 1                      | Daniel Dvoress      | Kanada                 | 4.727.291        |
| 2                      | Wai Chan            | Malaysia               | 4.276.315        |
| 3                      | Timothy Adams       | Kanada                 | 4.251.944        |
| 4                      | Adrián Mateos       | Spanien                | 4.080.067        |
| 5                      | Steve O’Dwyer       | Vereinigte Staaten     | 4.077.626        |
| 6                      | Steffen Sontheimer  | Deutschland            | 4.046.128        |
| 7                      | Sean Winter         | Vereinigte Staaten     | 3.664.365        |
| 8                      | Sam Greenwood       | Kanada                 | 3.558.913        |
| 9                      | Stephen Chidwick    | Vereinigtes Konigreich | 3.185.735        |
| 10                     | Mikita Badsjakouski | Belarus                | 3.124.346        |
| Stand: 18. August 2023 |                     |                        |                  |

## Trivia
Nachdem der Brite Jake Cody Ende Februar 2018 das High Roller in Nottingham gewonnen hatte, verdoppelte er seine Siegprämie von 42.670 Pfund, indem er im gleichen Casino das gesamte Preisgeld an einem Roulettetisch auf Schwarz setzte und gewann.